# محدد (رياضيات)

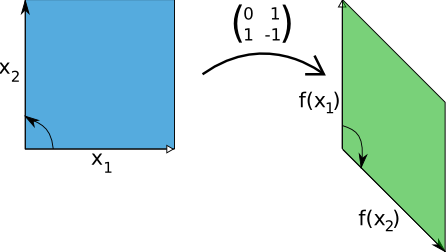

في الجبر الخطي، المُحَدِّد (بالإنجليزية: Determinant) لمصفوفة مربعة n×n، هو عدد يمكن أن يحسب من خلال مداخل المصفوفة المربعة، يحدد عددا من خصائص التحويل الخطي الذي تصفه هذه المصفوفة.
يكون الُمحَدِّد مساوٍيا لصفر إذا وفقط إذا كانت المصفوفة غير معكوسة (أنظر معكوس المصفوفة ).
يرمز عادة لمحدد مصفوفة ما A {\displaystyle \!\,|A|} أو {\displaystyle \!\,\det(A)} .
للمحدد معنى هندسي: إذا كانت A مصفوفة مربعة حقيقية، فإن القيمة المطلقة لمحددها مساويةٌ لحجم متوازي السطوح (في فضاء إقليدي)، ورؤوس متوازي السطوح هي أعمدة المحدد.

## تعريف

### محدد مصفوفة 2X2
لمحدد 2X2، طريقة الحساب هي:
{\displaystyle {\begin{vmatrix}a&b\\c&d\end{vmatrix}}=ad-bc\ }
على سبيل المثال:
{\displaystyle {\begin{vmatrix}1&2\\1&3\end{vmatrix}}=1\cdot 3-2\cdot 1=1\ }
لذلك المصفوفة هي معكوسة. وبالتالي، معكوس المصفوفة هو:
{\displaystyle {\begin{bmatrix}1&2\\1&3\end{bmatrix}}^{-1}={\begin{bmatrix}3&-2\\-1&1\end{bmatrix}}}
بالرغم من ذلك المصفوفة الآتية هي غير معكوسة:
{\displaystyle {\begin{bmatrix}1&2\\2&4\end{bmatrix}}}
لذلك، بما أنها غير معكوسة، حساب المحدد هو 0:
{\displaystyle {\begin{vmatrix}1&2\\2&4\end{vmatrix}}=1\cdot 4-2\cdot 2=0}

### محدد مصفوفة 3X3
إحدى طرق تحديد محدد المصفوفة 3×3:
{\displaystyle \det(A)={\begin{vmatrix}a&d&g\\b&e&h\\c&f&i\end{vmatrix}}=(a.e.i+d.h.c+g.b.f)-(d.b.i+a.h.f+g.e.c)}

### محدد مصفوفة nXn
يُحدد محدد مصفوفة ذات بُعد ما باستعمال صيغة لايبنتس أو صيغة لابلاس.
صيغة لايبنتس من أجل حساب محدد مصفوفة A بعدها n × n تأتي فيما يلي:
{\displaystyle \det(A)=\sum _{\sigma \in S_{n}}\operatorname {sgn}(\sigma )\prod _{i=1}^{n}a_{i,\sigma _{i}}.\ }
انظر إلى تبديل (رياضيات) وإلى زمرة متماثلة.

## خصائص المحدد
1. {\displaystyle \det(I_{n})=1} حيث In هي مصفوفة الوحدة ذات البعد n × n.
2. {\displaystyle \det(A^{\rm {T}})=\det(A).} حيث {\displaystyle A^{\textsf {T}}} تعني منقولة المصفوفة A.
3. {\displaystyle \det(A^{-1})={\frac {1}{\det(A)}}=\det(A)^{-1}.}
4. إذا كانت A و B مصفوفتين مربعتين، فإن:
{\displaystyle \det(AB)=\det(A)\det(B).}
5. {\displaystyle \det(cA)=c^{n}\det(A)} حيث A مصفوفة بعدها n × n.
6. إذا كانت A مصفوفة مثلثية (أي أن ai,j = 0 كلما توفر i > j، أو بشكل مماثل، كلما توفر i < j)، فإن محدد هذه المصفوفة هو جداء عناصرها الواقعة على القطر الرئيسي:

{\displaystyle \det(A)=a_{1,1}a_{2,2}\cdots a_{n,n}=\prod _{i=1}^{n}a_{i,i}.}

## الحساب
حيث تطبيقات من قبيل معرفة قابلية عكس مصفوفة أو حساب القيم الذاتية أو المتجهات الذاتية لمصفوفة لا تستعمل نهائيا المحدد، بل تستعمل تقنيات أخرى أكثر تطورا.
انظر إلى صيغة لايبنتس من أجل حساب المحدد وإلى امتداد لابلاص. يبقى حساب محدد مصفوفة مسألة نظرية. ناذرا ما يحسب المحدد في إطار الجبر الخطي العددي.

## التاريخ
من حيث التاريخ، استعمل مفهوم المحدد قبل اعتبار المصفوفات بكثير : في الأصل استعمل المحدد خاصيةً لأنظمة المعادلات الخطية. يحدد المحدد ما إذا كان لنظام معادلات خطية معين حل واحد من عدمه. يكون لهذا النظام حل واحد إذا كان المحدد مختلفا عن الصفر. استعمل هذا المعنى لأول مرة من طرف كتاب الرياضيات الصيني الدروس التسعة حول فن الرياضيات (والذي كُتب في حوال القرن الثلاث قبل الميلاد).
في أوروبا، اعتُبر المحدد 2*2 من طرف عالم الرياضيات كاردانو في نهاية القرن السادس عشر، واعتُبر المحدد من حجم أكبر من ذلك من طرف عالم الرياضيات الألماني لايبنتس.